# ایمسا
انجمن بین‌المللی ورزش‌های موتوری (IMSA) یک نهاد حاکم بر مسابقات اتومبیل‌رانی اسپرت آمریکای شمالی است که در دیتونا بیچ، فلوریدا، تحت صلاحیت بازوی راست فدراسیون بین‌المللی اتومبیل‌رانی (ACCUS) قرار دارد. این کمیته توسط جان بیشاپ، مدیر اجرایی سابق اس‌سی‌سی‌ای (باشگاه خودروهای ورزشی آمریکا) و همسرش پگی در سال ۱۹۶۹ با کمک بیل فرانس پدر موسس مسابقات نسکار تشکیل شد. از سال ۲۰۱۴  ایمسا کمیته برگزار کننده اصلی مسابقات قهرمانی خودروهای ورزشی ایمسا است، این مسابقات تشکیل شده از ادغام دو سری گرند-اماتور رود ریسینگ و لمانز آمریکایی حاصل شده است. ایمسا متعلق به نسکار، به عنوان بخشی از این شرکت است.

## جان بیشاپ و باشگاه خودروهای ورزشی آمریکا
جان بیشاپ، کارمند سیکورسکی، اولین بار در دهه ۵۰ میلادی زمانی که با دیو آلن، یکی از کارکنان باشگاه خودروهای ورزشی آمریکا (SCCA) آشنا شد، وارد ورزش موتوری شد. آلن به بیشاپ یک موقعیت مدیریتی در هیئت مسابقه باشگاه خودروهای ورزشی آمریکا پیشنهاد داد که بیشاپ به سرعت آن را پذیرفت.
بیشاپ مدت کوتاهی پس از آن به وستپورت، کنتیکت نقل مکان کرد. وظایف بیشاپ شامل تعریف قوانین فنی و مدیریت عمومی مسابقات برگزار شده زیر نظر باشگاه خودروهای ورزشی آمریکا و همچنین ارائه آثار هنری برای بسیاری از مجلات و برنامه های رویداد باشگاه بود. او در صحنه اتومبیلرانی به خوبی شناخته شده بود و از رابطه خوبی با رئیس سازمان و وارث کیمبرلی کلارک، جیمز اچ. کیمبرلی برخوردار بود.

با تجربه تغییرات در بدنه باشگاه خودروهای ورزشی آمریکا در سال ۱۹۵۸، همه چیز برای بیشاپ تغییر کرد. یک سمت مدیر اجرایی جدید ایجاد شد که هر یک از مدیران منطقه ای به آن گزارش میدادند. این موضع توسط هوگو راش اتخاذ شده بود که بعدها در خروج آلن نقش اساسی داشت. اگرچه رابطه بیشاپ با راش خوب نبود، با نشان دادن ویژگی و تجربیات خود تبدیل به یک مدیر در این باشگاه شد.

بعد از تغییرات ایجاد شده در این باشگاه، گام بزرگی را در مسابقات حرفه ای برداشته بود. در سال ۱۹۶۲، باشگاه خودروهای ورزشی آمریکا وظیفه مدیریت مسابقات قهرمانی جهان را برای مسابقات قهرمانی خودروهای اسپورت، به ویژه مسابقات دیتونا، سیبرینگ، و واتکینز گلن بر عهده گرفت. این باشگاه در جایزه بزرگ ایالات متحده نیز حضور داشت. بیشاپ به ایجاد یک سری مسابقات جدید با نام قهرمانی مسابقات جاده ای ایالات متحده، برای خودروهای اسپرت گروه ۷ کمک کرد تا مسابقاتی را که توسط باشگاه خودروی ایالات متحده (USAC)(رقیب کمیته) گرفته یا کنسل شده بود را دوباره برگزار کند.
در سال ۱۹۶۹، در پی تنش و درگیری های درونی باشگاه باعث شد بیشاپ از سمت خود استعفا دهد.

### اولین ها

لوگو اصلی این کمیته که طی سالهای ۱۹۶۹ تا ۲۰۱۳ از آن استفاده میشد

بیل فرانس پدر در ایجاد انجمن بین‌المللی ورزش‌های موتوری تاثیر بسزایی داشت. فرانس مسابقات کاپ نسکار را به عنوان یک مجموعه پیست بیضی شکل حرفه ای تأسیس کرد و می خواست همین کار را برای مسابقات جاده ای انجام دهد.  پس از بحث و گفتگو با بیشاپ، کمیته ایمسا متولد شد و بیشاپ کنترل انحصاری سازمان را به عهده گرفت (همانند نسکار، هیئت مدیره ای وجود نداشت).

تامین مالی سازمان بز عهده فرانس بود و ۷۵ درصد سهام را نیز در اختیار داشت. بیشاپ مالک ۲۵ درصد باقی مانده بود. اساسنامه اصلی در تاریخ ۲۳ ژوئن ۱۹۶۹ در کنتیکت ثبت شد.